# Differentiaaltopologie
Differentiaaltopologie onderzoekt eigenschappen van "gladde" ruimten die ongewijzigd blijven bij "gladde" (dat wil zeggen onbeperkt differentieerbare) vervormingen. Ze onderscheidt zich daarmee enerzijds van de differentiaalmeetkunde, die slechts afstandbewarende transformaties (isometrieën) toelaat, en anderzijds de topologie, die willekeurige vervormingen (mits continu en bijectief) toelaat.
Het basisobject is een {\displaystyle n}-dimensionale differentieerbare variëteit, ruwweg gezegd: een puntenverzameling die plaatselijk in kaart wordt gebracht door {\displaystyle n} reële coördinaten, waarbij de kaartentransformaties in overlappingsgebieden onbeperkt differentieerbaar zijn. Een afbeelding tussen twee differentieerbare variëteiten wordt altijd stilzwijgend onbeperkt differentieerbaar ondersteld (net zoals een afbeelding tussen twee topologische ruimten geacht wordt continu te zijn). Zo'n afbeelding heet een diffeomorfisme als ze bijectief is en haar inverse ook differentieerbaar is; de twee differentieerbare variëteiten zijn dan voor de differentiaaltopologie in wezen gelijkwaardig en men zegt dat zij diffeomorf zijn. Zo is het oppervlak van een ellipsoïde  diffeomorf met een boloppervlak (een diffeomorfisme kan gegeven worden door centrale projectie vanuit het middelpunt), maar is niet daaraan isometrisch, tenzij het al een boloppervlak is. Met deze begrippen laat de eerste alinea zich ook wat preciseren:
differentiaaltopologie onderzoekt alleen die eigenschappen van  differentieerbare variëteiten die invariant zijn onder diffeomorfie, wat betekent dat zodra een differentieerbare variëteit de eigenschap in kwestie heeft, iedere daarmee diffeomorfe  variëteit  hem ook heeft.
Veel stellingen uit de differentiaaltopologie luiden analoog met stellingen uit de topologie, maar zijn vaak eenvoudiger te bewijzen. Dat geldt onder meer voor de classificatiestelling van compacte oppervlakken:
Iedere compacte tweedimensionale differentieerbare variëteit is diffeomorf met een oppervlak van geslacht {\displaystyle n} (boloppervlak met {\displaystyle n} handvatten)  of een projectief vlak met {\displaystyle n} handvatten (hier mag {\displaystyle n=0}).
Niettemin springen de exotische variëteiten in het oog, dit zijn differentieerbare structuren op klassieke topologische variëteiten (bv. de 7-sfeer of {\displaystyle R^{4}}) die topologisch niet te onderscheiden zijn van hun "klassieke" tegenhanger, maar waarvan de differentieerbare structuur essentieel verschillend is. Dus een homeomorfisme tussen die twee zal nooit een diffeomorfisme kunnen zijn.